# Heinz Wahl
Heinz Wahl (1929 - Berlín, gener del 2003) va ser un ciclista de l'Alemanya de l'Est que s'especialitzà en el ciclisme en pista. Va guanyar una medalla de plata al Campionat del món de mig fons amateur de 1958, per darrere del seu compatriota Lothar Meister.

## Palmarès
- 1954
  - Campió de la RDA en Quilòmetre
- 1955
  - Campió de la RDA en tàndem
- 1958
  - Campió de la RDA en mig fons